# Habitatge al carrer Beata Maria, 5 (Mataró)
L'Habitatge al carrer Beata Maria, 5 és una obra de Mataró (Maresme) protegida com a Bé Cultural d'Interès Local.

## Descripció
Casa entre mitgeres de planta baixa i dues plantes pis. Presenta dos portals amb brancals i llindes de pedra en planta baixa i balcó i finestra al primer i segon pis.

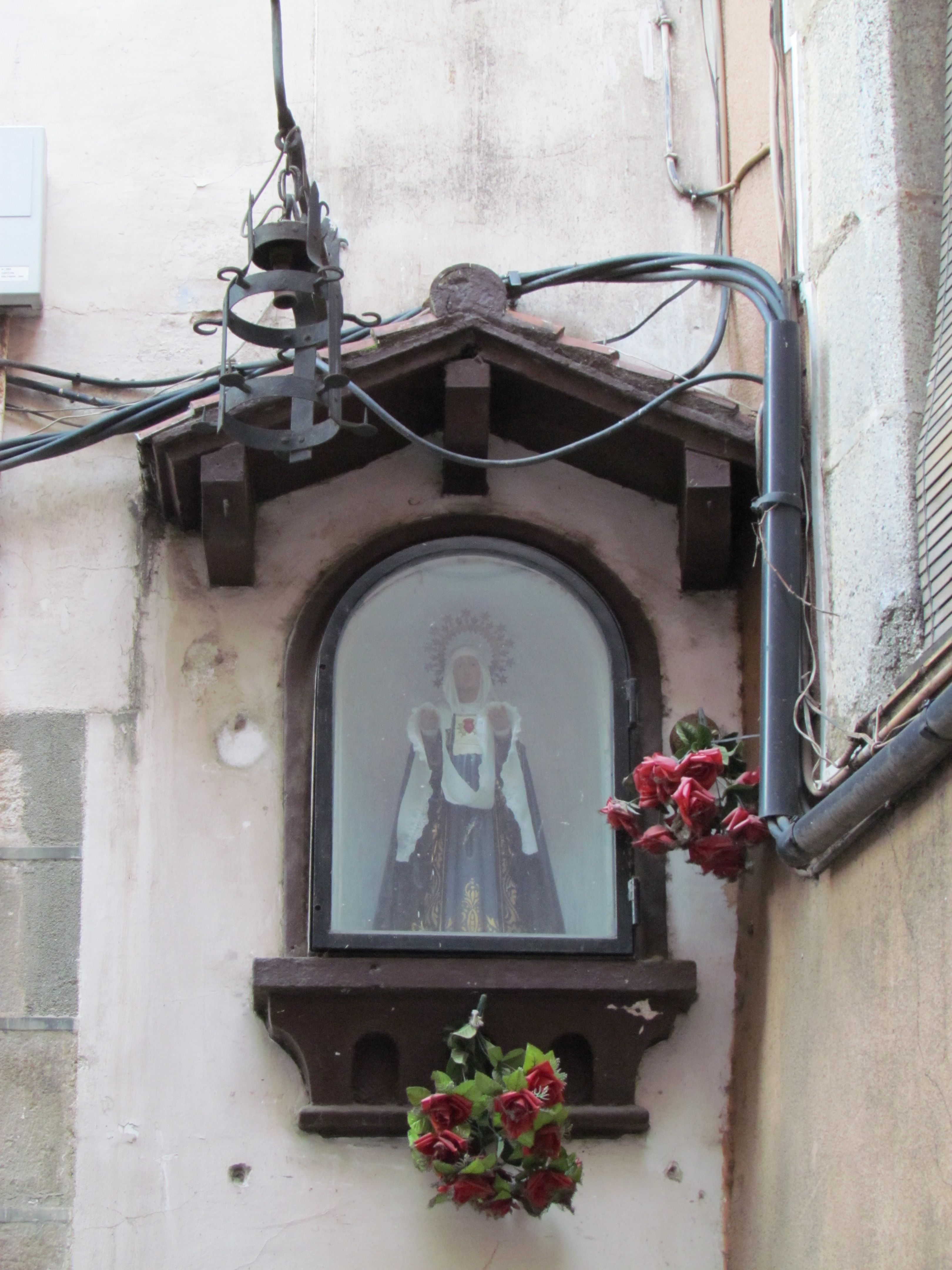
Capelleta de la Mare de Deu dels Dolors

Hi ha una capelleta votiva dedicada a la Mare de Déu dels Dolors, al primer pis.

## Història
La casa seu del museu arxiu de Santa Maria i la casa Escolà conserven elements gòtics tardans del segle xviii a les façanes, refetes durant el segle xviii. Les dues cases i la contigua havien conformat una masia, can Seguí, documentada a l'època. Els tres cossos de la masia al segle xviii s'habilitaren com a casa de cós.